# Platåberget

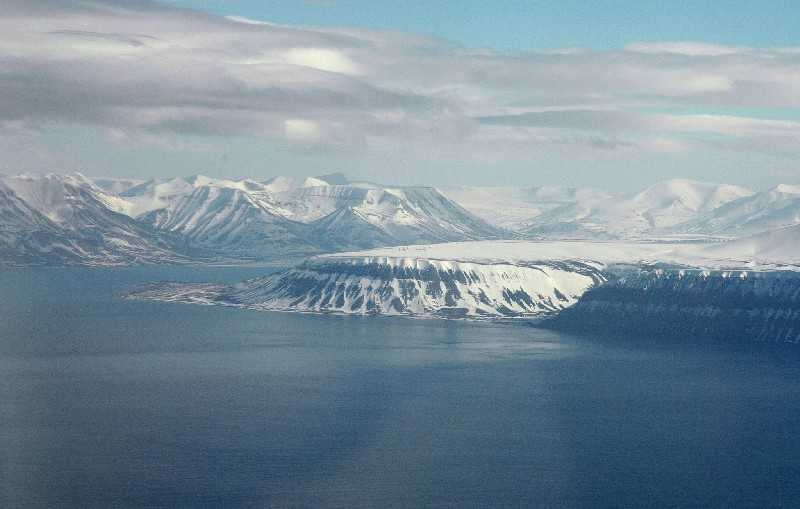
Platåberget. Bilden är tagen från Isfjorden. Mitt i bilden syns Svalbards satellitstations antenner. Till vänster syns Adventfjorden och i bakgrunden Adventdalen.

Platåberget är ett 480 meter högt berg nordväst om Longyearbyen på Spetsbergen i Svalbard. Platåberget ligger ovanför Hotellneset och Svalbards flygplats, där Adventfjorden mynnar ut i Isfjorden. Öster om berget ligger Blomsterdalen och i väster Bjørndalen. Mot söder sträcker sig berget mot foten av Nordenskiöldfjellet. Platåberget har en nästan vegetationsfri blockterräng med inslag av partier med lav- och mossdominerad vegetation.
Platåberget var det första ställe på Spetsbergen, där det förekom organiserad kolutvinning. Trondhjem-Spitsbergen Kulkompani gjorde brytning i berget, inklusive i Blomsterdalen 1901, och anlade Trøndergruva 1903. Efter det att Arctic Coal Company köpt gruvrättigheterna, koncentrerades gruvdriften i trakten av Longyearbyen till Longyeardalen, men 1928 startade provbrytning igen i det som skulle bli Gruve 3.
På Platåberget ligger sedan 1999 Svalbard satellittstasjon, som är majoritetsägt av Kongsberg Satellite Services.
År 2008 invigdes Svalbard globale frøhvelv, som ligger inne i Platåberget, med ingång nära ingången till den tidigare Gruve 3.
Svalbard Samfunnsdrift har utrett förutsättningarna för att bygga en vindkraftpark vid Longyearbyen. Platåberget har då värderats ha bland de bästa förutsättningarna. Medelvinden har beräknats till 5,8 meter per sekund.